# Katalin-kapu
A Katalin-kapu (románul: Poarta Ecaterinei, németül: Katherinentor) Brassó egyik, és sokáig az egyetlen délnyugati városkapuja volt. Közel három évszázadig csak ezen keresztül nyílt átjárás a városerődöt Bolgárszegtől elválasztó kettős várfalon. Napjainkra már csak a díszes külső kaputorony maradt meg; sokan ezt nevezik tévesen kapunak. A valóságban a városkapu egy nagy erődítmény-komplexum volt, hasonló az északkeleti várfal kapuihoz; ezt 1827-ben lebontották.

## Elnevezése
Latin nyelvű okmányokban porta sanctae Katherinae névvel illetik; nevét a szomszédos Katalin-udvartól kölcsönözte. Ez a városerőd délnyugati részén, a Fekete templomtól délre volt, és itt helyezkedett el a cisztercita rend kolostora és a hozzá tartozó 13. századi Szent Katalin-kápolna. Másik elnevezése Oláh-kapu (porta Valacha, Wallachischen Tor), mivel a bolgárszegi románok csak ezen a kapun keresztül léphettek be a városba.
Elhelyezkedése miatt gyakran Felső-kapunak is nevezték (latinul porta superior, németül Obere Tor), ugyanis a város hegy felőli, délnyugati részén helyezkedett el. Ugyanezért Bolgárszeg német neve is Obere Vorstadt (felső külváros).

## Története
A délnyugati várfal kapuját minden bizonnyal Brassó legelső várfalaival együtt építették a 14. század végén, de csak 1517-ben említik először. Ekkor Szentlélek-kapu (porta corporis Christi) néven jelenik meg; nevét a Szentlélek (Corpus Christi) kápolnáról kapra, mely az Árvaház utca (akkori nevén Szentlélek utca) környékén helyezkedett el. Ugyanekkor megemlítenek egy lőszer- és puskaporraktárat és az őr lakhelyét. 1522-ben megjelenik a Katalin-kapu (portula sanctae Katherinae) név, mellyel valószínűleg egy kisebb, gyalogosok számára létesített kapura utalnak; ekkor új láncok felszereléséről adnak hírt, vagyis ez a kapu már ekkor is rendelkezett felvonóhíddal.
1526. augusztus 24-én egy felhőszakadás következtében árvíz tört a városra, mely után „még a Fekete templom belsejében is halat lehetett fogni”, és ez a kaput is elpusztította. Ezután kezdték építeni az új Katalin-kaput; a külső kaputorony építéséről legelőször 1558-ban adnak hírt a városi okmányok, és 1559 szeptember 17-én készültek el a munkával.
1600 októberében a bolgárszegi románok megostromolták a délnyugati várfalat, miközben Mihai Viteazul északkeletről támadta Brassót. A város védői mindkét román támadást visszaverték, a szakadék pedig tovább mélyült a szászok és a bolgárszegiek között. 1644-ben olyan határozatot hoztak, mely szerint a kaput éjszakára békeidőben is bezárják, és csak kérésre, megalapozott esetekben nyitják ki. Az 1689-es tűzvész és az 1738-as földrengés megrongálta a kaput, később kijavították. 1759-ben ismét leégett, és a kapu előtt elhelyezkedő vízimalom is a lángok martaléka lett.
Közel három évszázadig csak a Katalin-kapun keresztül nyílt átjárás a városerődöt a Bolgárszegtől elválasztó kettős várfalon. A 18. század végén a fellendülő kereskedelem következtében a kapu csak nehezen tudta ellátni a megnövekedett forgalmat, emellett a Katalin utca (ma Str. Brâncoveanu) beépítése miatt kerülő utat is jelentett. 1820-ban megépítették a Lópiaci kaput, majd 1827-ben az Árvaház utcai kaput, melyek átvették a Katalin-kapu szerepét.
1827-ben a külső kaputorony kivételével lerombolták, a kaputornyot raktárnak rendezték be, nyílását pedig befalazták. A várárkot városi szeméttelepként kezdték használni ahova sittet és egyéb hulladékot dobtak; a szemét hamarosan már két méteres magasságban vette körül a kaputornyot. A várfalak lebontása után megtisztították a területet, a kaputorony két oldalára pedig középületeket emeltek (evangélikus leányiskola, óvoda). 1955-ben ismét megnyitották a kaputornyot, majd 1971 és 1973 között Günter Schuller vezetésével különleges szépségéhez méltóan felújították, előtte parkot hoztak létre. Belsejében az építész kamara kiállítása tekinthető meg.

## Leírása
Az északkeleti várfal kapuival (Kapu utcai kapu, Kolostor utcai kapu) ellentétben a Katalin-kapunak nem volt a falból messzire kiugró patkó alakú kapubástyája. Ehelyett egy négyszög alapú, 75 méter hosszú, 50 méter széles erődítménnyel rendelkezett, mely a mai erdészeti kar épületétől az Árvaház utcáig nyúlt. Két oldalról a Szabó- és a Harisnyakötő-zwinger fogta közre. A ma is álló külső kaputorony az erődítmény északi sarkának közelében volt, dél felőli sarkán pedig egy kör alakú torony emelkedett (Puppes). A védők fából ácsolt galériák által fértek hozzá a lőrésekhez és nyílásokhoz. Az erődítményből a városba egy belső kaputornyon keresztül nyílt út; az útvonalat kapukkal és csapórácsokkal lehetett lezárni. A kapu védelmét a szabók céhe látta el.
A külső kaputorony négyszögletes alapú, 9,2 x 8,3 méter alapterületű, háromszintes épület. A nyugati kapuív szélessége 3,80 m, magassága 3,35 m; a keleti (város felőli) ennél nagyobb, 4,10 m széles és 3,80 m magas. A boltozat mennyezetén reneszánsz freskók tekinthetőek meg. A nyugati falazat földszintjét homokkő tömbök borítják tizennégy sorban, a kapuív feletti háromszögű nyílások egykoron a felvonóhíd lánckamráihoz tartoztak. Az emeleti fal sima vakolású, két lőrése között egy homokkő keret tekinthető meg, mely Brassó címerét ábrázolja, felette és alatta a következő feliratokkal: 1559. TVRRIS FORTISSIMA NOMEN DOMINI; AD IPSAM CVRRET IVSTVS ET EXALTABITVR („Erős torony az Úrnak neve, ahhoz folyamodik az igaz, és oltalmat talál” – Példabeszédek könyve 18,10) és CONDITVR HAEC PORTA ANNIS CVM BIS QVINQUE IOANNES BENKNERVS GERETET IVDICIS OFFICIVM („Ezt a kaput Johann Benkner városbíró második ötéves hivatalának idején emelték”). Reneszánsz toronysisakja négy fiatornyot hordoz, melyek a város pallosjogát jelképezték. Kezdetben mind a nyolc lőrés mögé egy-egy kőhajító gépet állítottak, melyeket Prágából hoztak.
A Katalin-kapunál hatolt be a Köszörű-patak a városerődbe, ahol több ágra szakadva csatornákban folyt az utcák mentén. A kapu előtt egy vízimalom volt (Tormühle), melyet a 16. század első felében építtetett Johannes Fuchs bíró.
A torony az egyetlen emlék, ami megmaradt Brassó eredeti városkapuiból; a délnyugati várfal részeként a romániai műemlékek jegyzékében a BV-II-m-A-11294.01 sorszámon szerepel. Günther Schuller műépítész szerint ez az egyetlen reneszánsz kaputorony Erdélyben. Brassó reprezentatív épülete; számos ábrázoláson megjelenik, a Johann Gött-féle nyomda pedig egyenesen jelvényéül választotta. Modellül szolgált a budapesti Vajdahunyad vára délkeleti, ún. Katalin-bástyatornya számára.

## Képek

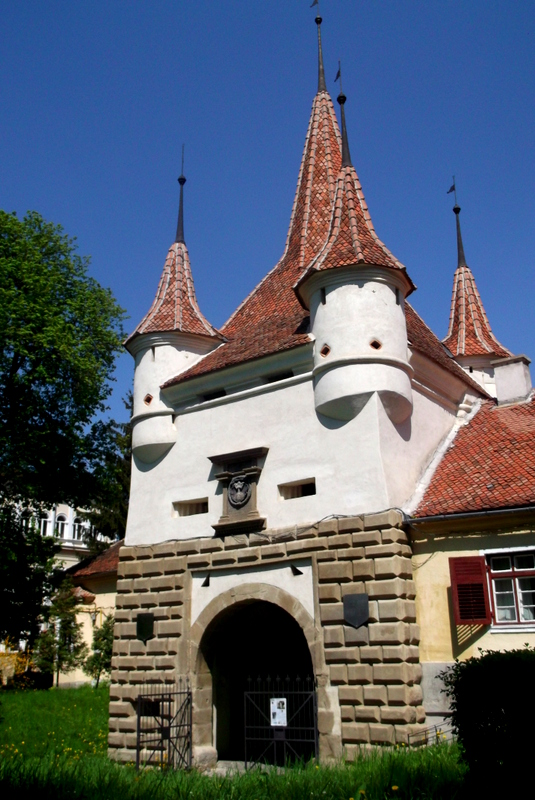
A kaputorony Bolgárszeg felől
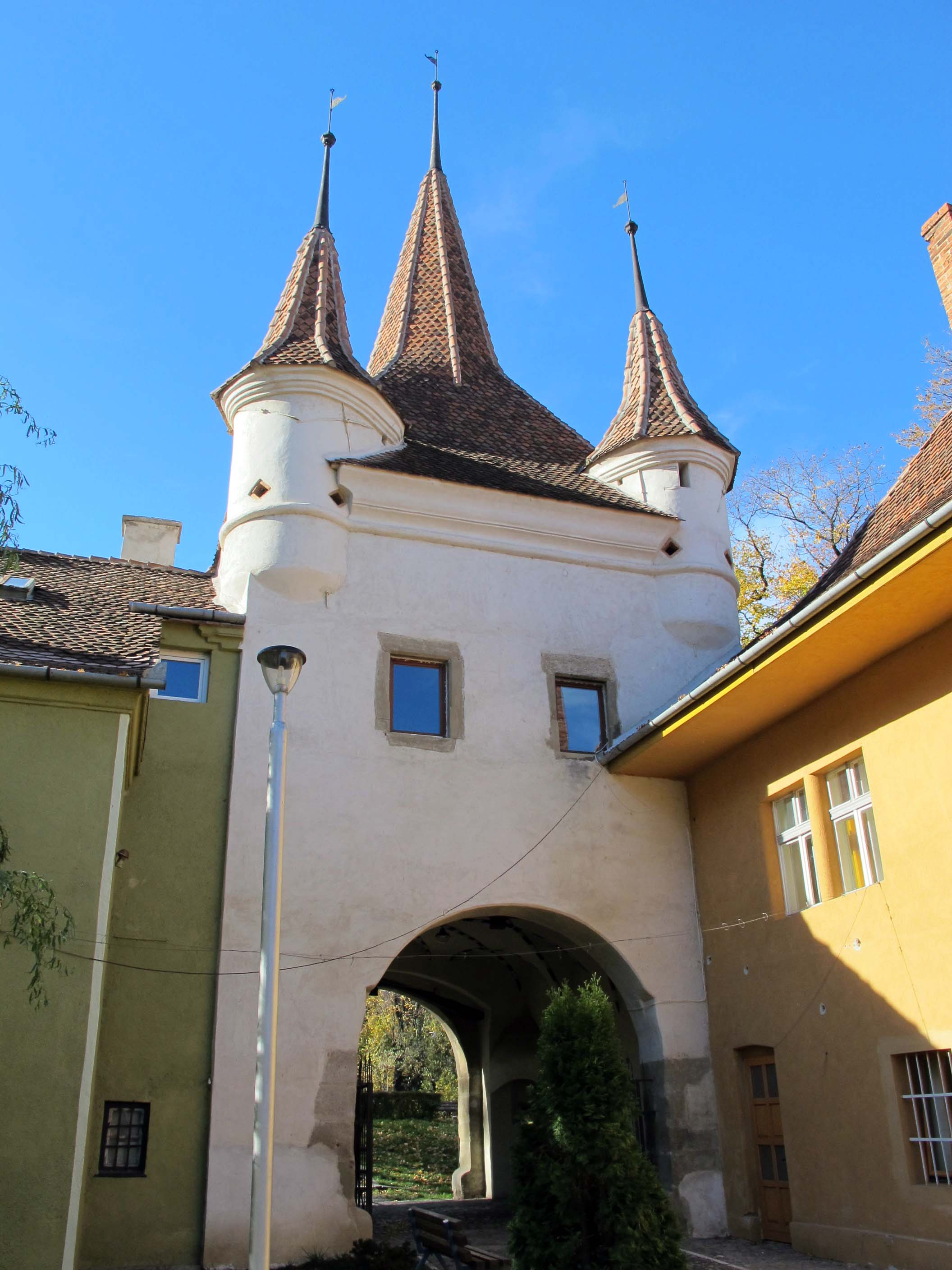
A kaputorony a városerőd felől
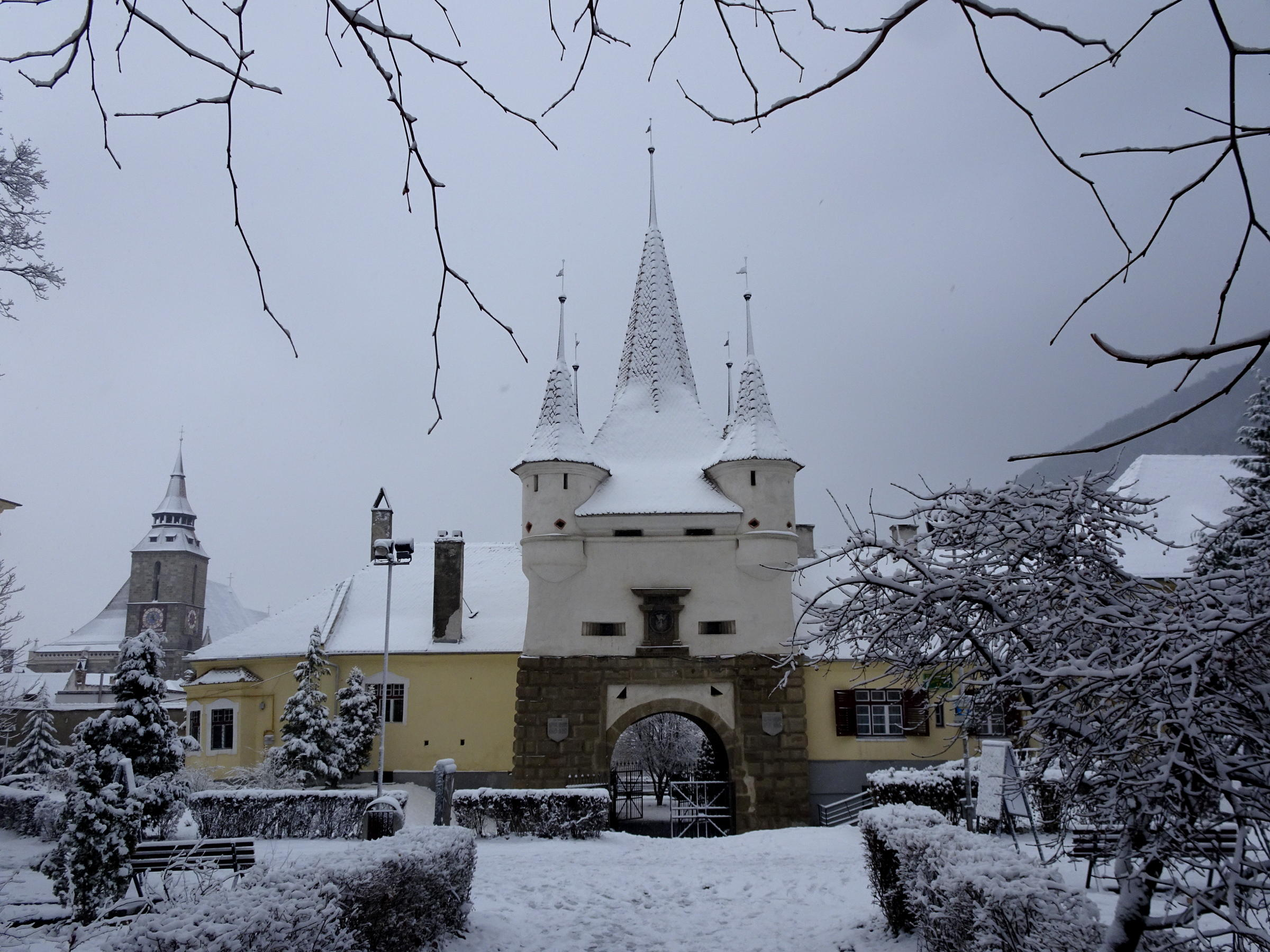
Télen
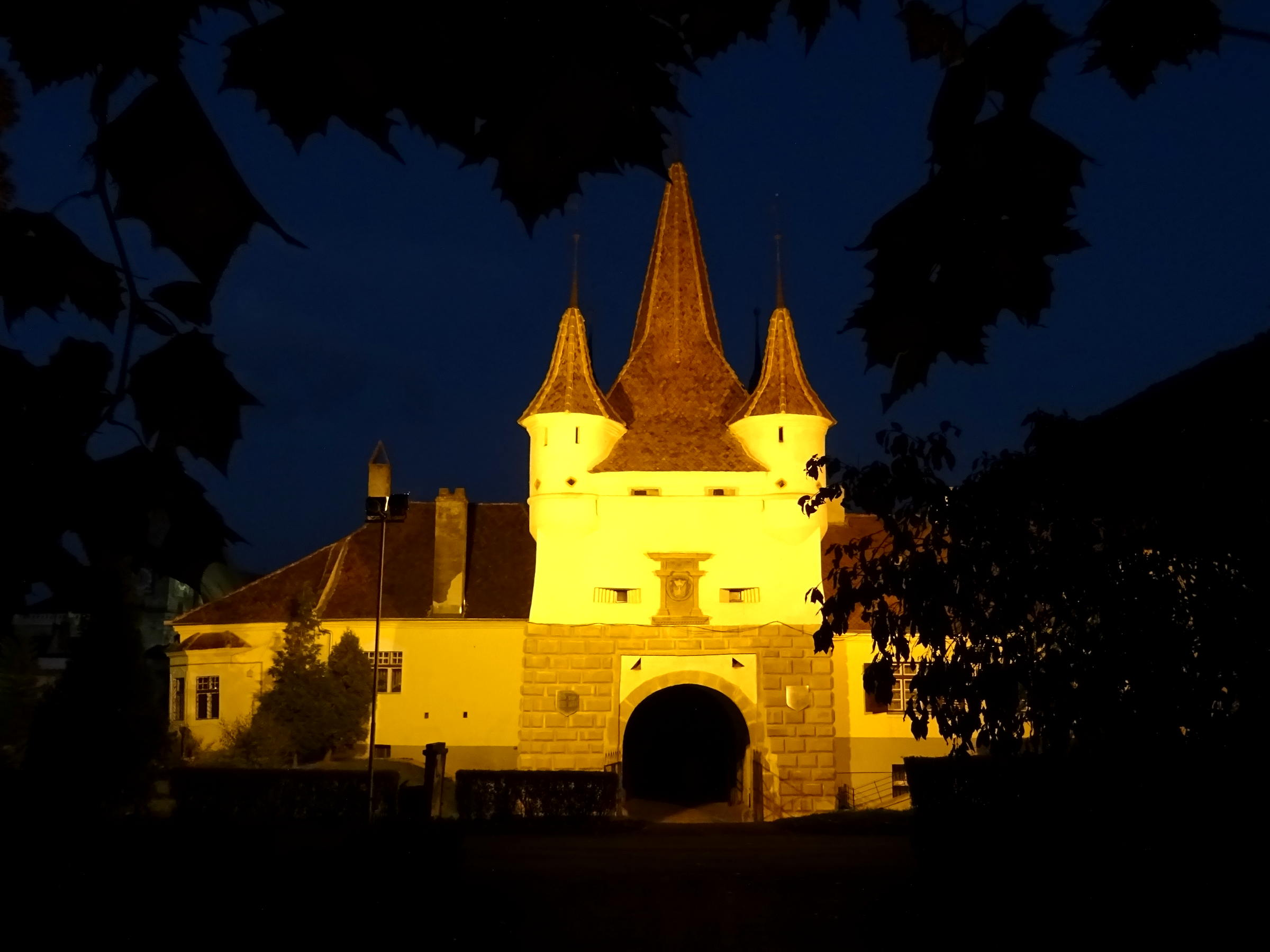
Éjjel
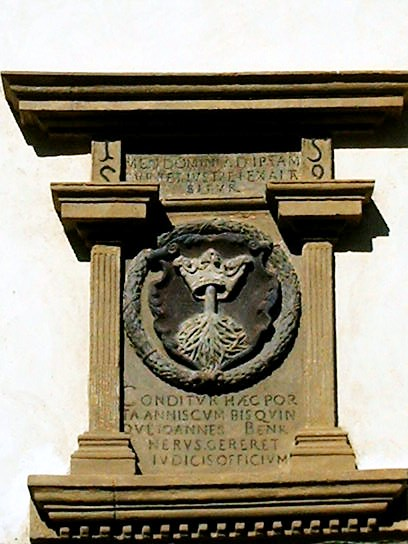
Címer és felirat